# Mr. Hankey's Christmas Classics
Albums de divers artistes
South Park: Bigger, Longer & Uncut
(1999)
Mr. Hankey's Christmas Classics est un album basé sur l'épisode Les Chants de Noël de Monsieur Hankey de la série South Park.

## Liste des titres
1. Mr. Hankey The Christmas Poo
2. Merry Fucking Christmas
3. O Holy Night
4. Dead, Dead, Dead
5. Carol of the Bells
6. The Lonely Jew On Christmas
7. I Saw Three Ships
8. It Happened In Sun Valley
9. O Tannenbaum
10. Christmas Time In Hell
11. What The Hell Child Is This?
12. Santa Claus Is On His Way
13. Swiss Colony Beef Log
14. Hark, The Herald Angels Sing
15. Dreidel, Dreidel, Dreidel
16. The Most Offensive Song Ever
17. We Three Kings
18. Have Yourself a Merry Little Christmas